# Maddenia
Maddenia  es un género de plantas con flores perteneciente a la familia Rosaceae. Comprende 8 especies descritas y de estas solo 4 aceptadas. La especie tipo es: Maddenia himalaica Hook. f. & Thomson.

## Descripción
Se trata de árboles o arbustos, caducifolios, no espinosos, dioicos. Las hojas, con estipulas grandes y persistentes, son alternas, simples, de márgenes dentados y glandulares. Las inflorescencias, terminales, están compuestas por numerosas floresqu son cortamente pediceladas y tienen brácteas tempranamente caducas, tienen el  corto. Los sépalos y los pétalos son similares. En las flores hermafroditas, hay 20-40 estambres, en 2 verticilos, rodeando un ovario mono o bilobulado, glabro, con 2 óvulos por lóculo y con el estigma discoidal. En las flores femeninas, los estambres son reducidos a estaminodios, hay 2 carpelos y el estigma es cabezudo. El fruto es una drupa, con 1 o 2 semillas, oblonga, algo aplanada y de mesocarpio delgado, carnoso y endocarpio pétreo, ovoide, trimero y de ápice agudo.

## Distribución
Todas las especies del género son endémicas de China y países del Himalaya (Bután, Nepal, Sikkim).

## Taxonomía
Maddenia fue descrito por Joseph Dalton Hooker & Thomas Thomson y publicado en Hooker's Journal of Botany and Kew Garden Miscellany, vol. 6, p. 381, en el año 1854.
Etimología
- Maddenia: en honor del Major E. Madden pour sa contribución a la botánica de las regiones himalayenses.[5]

## Especies aceptadas
- Maddenia himalaica Hook.f. & Thomson
- Maddenia hypoleuca Koehne
- Maddenia hypoxantha Koehne
- Maddenia wilsonii Koehne[2]